# Aufidus siotanus
Aufidus siotanus är en insektsart som beskrevs av Victor Lallemand och Synave 1953. Aufidus siotanus ingår i släktet Aufidus och familjen spottstritar. Inga underarter finns listade i Catalogue of Life.